# Asparagus coddii
Asparagus coddii — вид рослин із родини холодкових (Asparagaceae).

## Біоморфологічна характеристика
Це карликовий кущ 30–100 см заввишки.

## Середовище проживання
Ареал: Квазулу-Натал.